# 烘爐山
烘爐山，是台灣新北市三芝區店子里、興華里交界處的山峰，標高656公尺。該山東側為大屯溪支流菜公坑溪的源流區，南側為公司田溪支流的源流區。
烘爐山為錐狀火山，山頂有一火山口，直徑約180公尺，深度約25公尺。火山口底部積水成一個小水池，周圍佈滿墳墓。